# 4-trimetilammoniobutirraldeide deidrogenasi
La 4-trimetilammoniobutirraldeide deidrogenasi è un enzima appartenente alla classe delle ossidoreduttasi, che catalizza la seguente reazione:
4-trimetilammoniobutanale + NAD+ + H2O ⇄ 4-trimetolammoniobutanoato + NADH + 2 H+